# Gelijke veldsysteem
Het gelijke veldsysteem of gelijke veldstelsel (juntian) was in de periode van de Noordelijke Dynastieën (439-581) en de Tang-dynastie (618-907) de wijze waarop in China landbezit, belastingen en corveediensten werden georganiseerd. De basis van het gelijke veldsysteem was dat de staat landbouwgrond op basis van volkstellingen periodiek toewees aan volwassen boeren die als tegenprestatie belastingen en corveediensten aan keizerlijke bouwprojecten dienden te leveren.
Het systeem raakte na 750 in onbruik. Door de opstand van An Lushan (ca. 703 - 757) was de bureaucratische controle van de staat op lokaal niveau te verzwakt om de periodieke herverdeling af te dwingen.

## Achtergrond
Na de val van de Han-dynastie (206 v.Chr. - 220 na Chr.) migreerden veel boeren vanuit het door invallen en burgeroorlogen geplaagde noorden van het land naar het rustigere zuiden. Het gevolg was dat grote stukken landbouwgrond in de Noord-Chinese vlakte braak lagen. Verschillende heersershuizen in het noorden, zoals de Jin-dynastie (265-420), experimenteerden met manieren om de verlaten landbouwgronden weer in cultuur te brengen en zo de basis voor de belastingheffing te herstellen.

## Werking van het systeem
Voortbouwend op deze eerdere experimenten introduceerde keizer Xiaowen (r. 471-499) van de Noordelijke Wei-dynastie (386-534) het gelijke veldsysteem. Het principe van het systeem was dat een volwassen boer voor de duur van zijn werkzame leven recht had op een door de staat toegewezen stuk landbouwgrond. Indien er in een huishouding meer volwassen mannen waren werd de hoeveelheid land in principe vergroot. Het land bleef eigendom van de staat en de toekenning van de grond verviel zodra de boeren te oud werden om hun belasting- en corveeverplichtingen te voldoen.
Landbouwgrond dat was bestemd voor de verbouw van moerbeibomen, het voedsel van de zijderups en daarmee essentieel voor de productie van zijde, was erfelijk binnen dezelfde familie. De reden hiervoor was dat het tientallen jaren duurde voor de moerbeibomen productief werden. Deze uitzondering bood welvarende boeren en grootgrondbezitters een mogelijkheid om te beweren dat hun land onder deze categorie viel en zo onder de herverdeling uit te komen.
In ruil voor de toegewezen landbouwgrond dienden de hoofden van de huishouding belastingen en corveediensten te leveren. De verplichtingen waren onderverdeeld in vier categorieën: Een belasting in de vorm van graan (zu), in textiel (diao) en corveediensten (yong), waarbij de arbeidsdiensten opgesplitst waren in twintig dagen per jaar voor jaarlijkse landelijke projecten en variërende diensten voor lokale autoriteiten. De verplichtingen waren in principe voor iedereen gelijk, aangezien het systeem gebaseerd was op het idee dat iedereen ook een gelijkwaardige toewijzing van land kreeg.
In de praktijk waren er vele variaties binnen het systeem. In verschillende regio's werden andere producten verbouwd en dus ook andere belastingverplichtingen opgelegd. De graanbelasting werd vaak omgezet in een textielbelasting omdat textiel gemakkelijker kon worden vervoerd. Corveeverplichtingen werden omgezet in een belasting in geld.
Grote delen van het land waren niet onderhevig aan het gelijke veldsysteem. In het zuiden was het systeem minder de norm dan in het noorden. Afstammelingen van keizerlijke families, aristocraten, ambtenaren en boeddhistische en taoïstische geestelijken waren uitgezonderd van de verplichtingen. In tijden van crisis zochten boeren vaak de bescherming van machtige grootgrondbezitters omdat de staat hen niet kon beschermen tegen plunderende rebellen. Zij gingen dan een relatie als pachter aan met deze grootgrondbezitters, waarmee ze zich ook onttrokken aan hun verplichtingen aan de staat. De opstand van An Lushan in de jaren 750 verhevigde deze tendens in extreme mate en vanaf die periode was het gelijke veldsysteem ook niet meer gangbaar.
De Tang-dynastie zag zich gedwongen om een nieuw belastingstelsel te ontwerpen. Onder keizer Dezong (r. 779-805) werd de Methode van de Tweemalige Belastingheffing (liangshui fa) ingevoerd. Het 'tweemalige' van deze heffing slaat op de momenten van inning, namelijk bij de oogst van de zomer en die van het najaar. De belastingen werden voortaan gekoppeld aan het grondbezit, niet aan personen. Ook werden nieuwe bronnen van inkomsten aangeboord, zoals die uit het monopolie op de winning van zout.